# 圣欧班德艾
圣欧班德艾（法語發音：[sɛ̃.t‿obɛ̃ de ɛ]）是法国厄尔省的一个旧市镇，位于该省西南部，属于贝尔奈区。2016年1月1日，圣欧班德艾和相邻的另外15个市镇合并成为了新市镇乌什地区梅尼勒（Mesnil-en-Ouche）。

## 地理
圣欧班德艾（49°0'33"N, 0°40'43"E）面积5.95 平方千米，位于法国诺曼底大区厄尔省，该省份为法国北部内陆省份，北起滨海塞纳省，西接奧恩省和卡爾瓦多斯省，南至厄尔-卢瓦省，东临瓦兹省、瓦兹河谷省和伊夫林省。
与圣欧班德艾接壤的市镇（或旧市镇、城区）包括：埃皮奈、朗德佩勒斯。

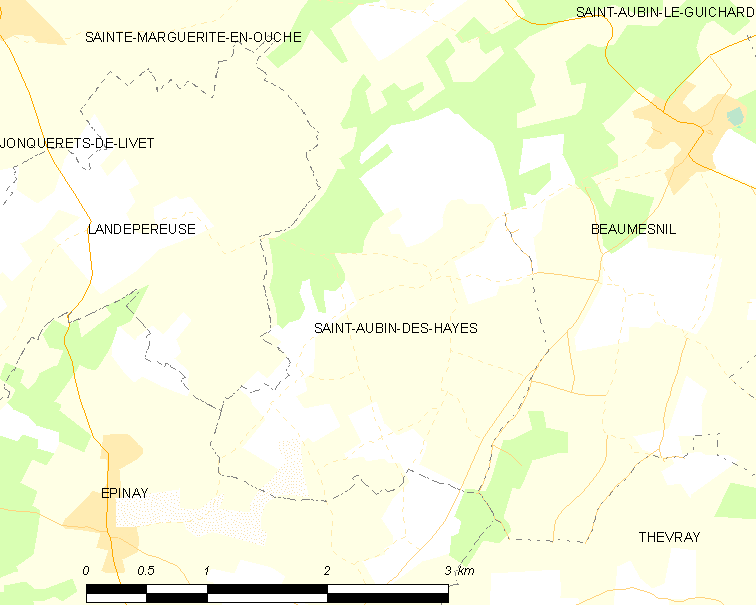
圣欧班德艾的OSM定位图

圣欧班德艾的时区为UTC+01:00、UTC+02:00（夏令时）。

## 行政
圣欧班德艾的邮政编码为27410，INSEE市镇编码为27513。

## 政治
圣欧班德艾所属的省级选区为贝尔奈县。

## 人口

1962-2008年间圣欧班德艾人口变化图示

圣欧班德艾于2018年1月1日时的人口数量为150人。